# Гідулянов Валентин Олегович
Гідулянов Валентин Олегович (20 квітня 1938, Миколаїв, УРСР — 27 листопада 2019, Одеса, Україна) — радянський, український і російський художник кіно, художник-постановник. Заслужений діяч мистецтв України (1994). Кавалер ордена «За заслуги» III ступеня (2009). Лауреат російських кінопремій «Золотий орел» (2014, 2015) і «Ніка» (2015).

## Біографічні відомості
Закінчив Одеське кіноучилище (1959). Член Спілки кінематографістів України.
Понад 50 років працював на Одеській кіностудії художніх фільмів (асистент художника, художник-декоратор, художник-постановник), зокрема, з кінорежисерами Кірою Муратовою, Станіславом Говорухіним, Георгієм Юнгвальд-Хількевичем, Радомиром Василевським, Олександром Полинніковим, Вілленом Новаком.
В 2009 р. був нагороджений Почесною відзнакою Одеського міського голови «Подяка» — за високі творчі досягнення та з нагоди 90-річчя з дня заснування Одеської кіностудії і 50-річчя Одеського відділення Національної спілки кінематографістів України.
Протягом всієї творчої кар'єри (і останнім часом) активно співпрацював з російським режисером С. Говорухіним (кіностудія «Вертикаль»).
Пішов з життя 27 листопада 2019 на 82-му році.

## Фільмографія

### Фільми Одеської кіностудії
- 1967 — «Пошук» (асистент художника)
- 1969 — «Білий вибух» (асистент художника; реж. С. Говорухін)
- 1970 — «Крок з даху» (художник-декоратор; реж. Р. Василевський)
- 1971 — «Зухвалість» (художник-декоратор; реж. Г. Юнгвальд-Хількевич)

Художник-постановник:
- 1972 — «Сутичка» (реж. Степан Пучинян)
- 1974 — «Розповіді про Кешку та його друзів» (3 серії, реж. Р. Василевський)
- 1976 — «Квіти для Олі» (реж. Р. Василевський)
- 1977 — «Втеча з в'язниці» (реж. Р. Василевський)
- 1979 — «Місце зустрічі змінити не можна» (т/с, реж. C. Говорухін)
- 1980 — «Глибокі родичі» (к/м, реж. С. Ашкеназі)
- 1980 — «Вторгнення» (реж. Віллен Новак)
- 1981 — «Пригоди Тома Сойєра і Гекльберрі Фінна» (реж. C. Говорухін)
- 1982 — «Трест, що луснув» (у співавт. з М. Кацем; реж. О. Павловський)
- 1983 — «Серед сірого каміння» (реж. Кіра Муратова)
- 1985 — «У пошуках капітана Гранта» (реж. C. Говорухін, СРСР—Болгарія)
- 1987 — «Обранець долі» (реж. В. Шиловський)
- 1987 — «Десять негренят» (реж. C. Говорухін)
- 1989 — «Дежа вю» (реж. Юліуш Махульський, СРСР—Польща)
- 1990 — «День кохання» (реж. О. Полинніков)
- 1990 — «Заручниця» (реж. С. Ашкеназі)
- 1991 — «Блукаючі зірки» (реж. В. Шиловський; кіностудія: «Укрвідеоцентр», «Прімодеса-фільм», АКВО, за участі Одеської кіностудії художніх фільмів, кіностудії Мосфільм)
- 1991 — «Оголена в капелюсі» (реж. О. Полинніков)
- 1992 — «Ескадрон» (реж. Юліуш Махульський, ВТО «Аркадія», студія «Зебра» (Польща)
- 1997 — «Принцеса на бобах» (реж. В. Новак, Україна—Росія)

### Кінофільми російських та інших кіностудій
Художник-постановник:
- 1991 — «Рогоносець» (реж. А. Красильщиков)
- 1992 — «Ідеальна пара» (реж. О. Полинніков, Україна—Росія)
- 1993 — «Пристрасті за Анжелікою» (реж. О. Полинніков, Україна—Росія)
- 1993 — «Кумпарсіта» (реж. О. Полинніков, Україна—Росія)
- 1995 — «Поїзд до Брукліна» (реж. В. Федосов, Україна—Росія)
- 1994 — «Увертюра»
- 1999 — «Ворошиловський стрілок» (реж. C. Говорухін)
- 2000 — «Чек» (реж. Олександр Бородянський, Борис Гіллер)
- 2001 — «Втеча з Гулагу» (Німеччина, у співавт.)
- 2003 — «Бажана» (серіал)
- 2003 — «Новорічний романс» (реж. Г. Юнгвальд-Хількевич)
- 2003 — «Благословіть жінку» (реж. C. Говорухін)
- 2005 — «Не хлібом єдиним» (реж. C. Говорухін)
- 2007 — «Травень»
- 2007 — «Консерви» (реж. Єгор Кончаловський)
- 2007 — «Артистка» (реж. C. Говорухін)
- 2008 — «Пасажирка» (реж. C. Говорухін)
- 2010 — «...в стилі JAZZ» (реж. C. Говорухін)
- 2011 — «МКР. Третій фронт» (серіал, у співавт.)
- 2013 — «Weekend» (реж. C. Говорухін)
- 2014 — «Щоденник мами першокласника» (реж. Андрій Сілкін, продюсер C. Говорухін)
- 2014 — «Сонячний удар» (реж. Микита Михалков)
- 2015 — «Кінець прекрасної епохи» (реж. C. Говорухін) та ін.

## Фестивалі та премії
- 2015 — Кінопремія «Золотий орел» за 2014 рік у номінації «Найкраща робота художника-постановника» (фільм «Сонячний удар»)[6]
- 2016 — Кінопремія «Золотий орел» за 2015 рік у номінації «Найкраща робота художника-постановника» (фільм «Кінець прекрасної епохи»)
- 2016 — Кінопремія «Ніка» за 2015 рік у номінації «Найкраща робота художника» (фільм «Кінець прекрасної епохи»)[7]